# Radilovo
Radilovo (bulgariska: Радилово) är ett distrikt i Bulgarien.   Det ligger i kommunen Obsjtina Pesjtera och regionen Pazardzjik, i den centrala delen av landet, 110 km sydost om huvudstaden Sofia.
Trakten runt Radilovo består till största delen av jordbruksmark. Runt Radilovo är det ganska tätbefolkat, med 67 invånare per kvadratkilometer.